# Ямки (Кондінський район)
Я́мки (рос. Ямки) — село у складі Кондінського району Ханти-Мансійського автономного округу Тюменської області, Росія. Входить до складу Морткинського міського поселення.
Населення — 513 осіб (2010, 590 у 2002).
Національний склад станом на 2002 рік: росіяни — 81 %.